# Lycidas (poème)
Lycidas est un poème en langue anglaise par John Milton, écrit en 1637 dans la forme d'une élégie pastorale. Il paraît pour la première fois dans un recueil d'élégies de 1638 intitulé Justa Edouardo King Naufrago, dédiée à la mémoire d'Edward King (en), ami de Milton à Cambridge, qui s'est noyé après le naufrage de son navire dans la Mer d'Irlande au large des côtes du Pays de Galles en août 1637. La plupart des poèmes du recueil sont en grec ou en latin, Lycidas est l'un des seuls poèmes écrits en anglais. Le poème a une longueur de 193 vers et est irrégulièrement rimé. Milton republie le poème en 1645.
Le poème s'inspire du berger Lycidas, emprunté chez Théocrite et apparaissant aussi dans Les Bucoliques de Virgile. 